# Sättertjärnen (Västra Ämterviks socken, Värmland)
Sättertjärnen är en sjö i Sunne kommun i Värmland och ingår i Göta älvs huvudavrinningsområde.